# أدريانا
أدريانا (26 ديسمبر 1966 - ) هي لاعبة كرة قدم برازيلية في مركز الهجوم.

## وصلات خارجية
- أدريانا على موقع الاتحاد الدولي (مؤرشف)  (الإنجليزية)